# Résolution 212 du Conseil de sécurité des Nations unies
Membres permanents
- Chine (Taïwan)
- États-Unis
- France
- Royaume-Uni
- URSS

Membres non permanents
- Bolivie
- Côte d'Ivoire
- Jordanie
- Malaisie
- Pays-Bas
- Uruguay

Résolution no 211 Résolution no 213
La Résolution 212 est une résolution du Conseil de sécurité des Nations unies adoptée le 20 septembre 1965, dans sa 1243e séance concernant les Îles Maldives (actuelle République des Maldives) et qui recommande à l'Assemblée générale des Nations unies d'admettre ce pays comme nouveau membre.

## Vote
La résolution a été approuvée à l'unanimité.

## Contexte historique
Sultanat islamique indépendant durant la majeure partie de son histoire, de 1153 à 1968, les Maldives sont cependant un protectorat britannique de 1887 jusqu'au 25 juillet 1965. Entre 1953 et 1954, une première république est instaurée, avant que le sultanat ne soit rétabli.
Après l'indépendance en 1965, le sultanat perdure pendant encore 3 années puis, le 11 novembre 1968, il est renversé et remplacé par une deuxième république. Le pays prend alors son nom actuel.  (issu de l'article Maldives).
À la suite de cette résolution ce pays est admis à l'ONU le 21 septembre 1965,.

## Texte
- Résolution 212 Sur fr.wikisource.org
- Résolution 212 Sur en.wikisource.org